# Aeshna
Aeshna – rodzaj stosunkowo dużych ważek z rodziny żagnicowatych (Aeshnidae). Gatunki z tego rodzaju określane są w języku polskim zwyczajową nazwą żagnica lub żagiew. 
Rodzaj został opisany przez Fabriciusa w 1775 jako pierwszy rodzaj rodziny Aeshnidae. Początkowo obejmował 4 gatunki. Przez długi czas w literaturze stosowano nieprawidłową pisownię nazwy naukowej Aeschna. Gatunek typowy został poprawnie określony dopiero w 1934. Jest nim Aeshna grandis.
Opisano ponad 100 gatunków występujących w obydwu Amerykach, Eurazji i Afryce. Większość z nich przeniesiono do innych rodzajów. Analiza filogenetyczna i biogeograficzna wskazuje, że tylko gatunki holarktyczne powinny być klasyfikowane w tym rodzaju. Pozostałe, nie licząc wcześniej wydzielonych, zaliczane są do Rhionaeschna.

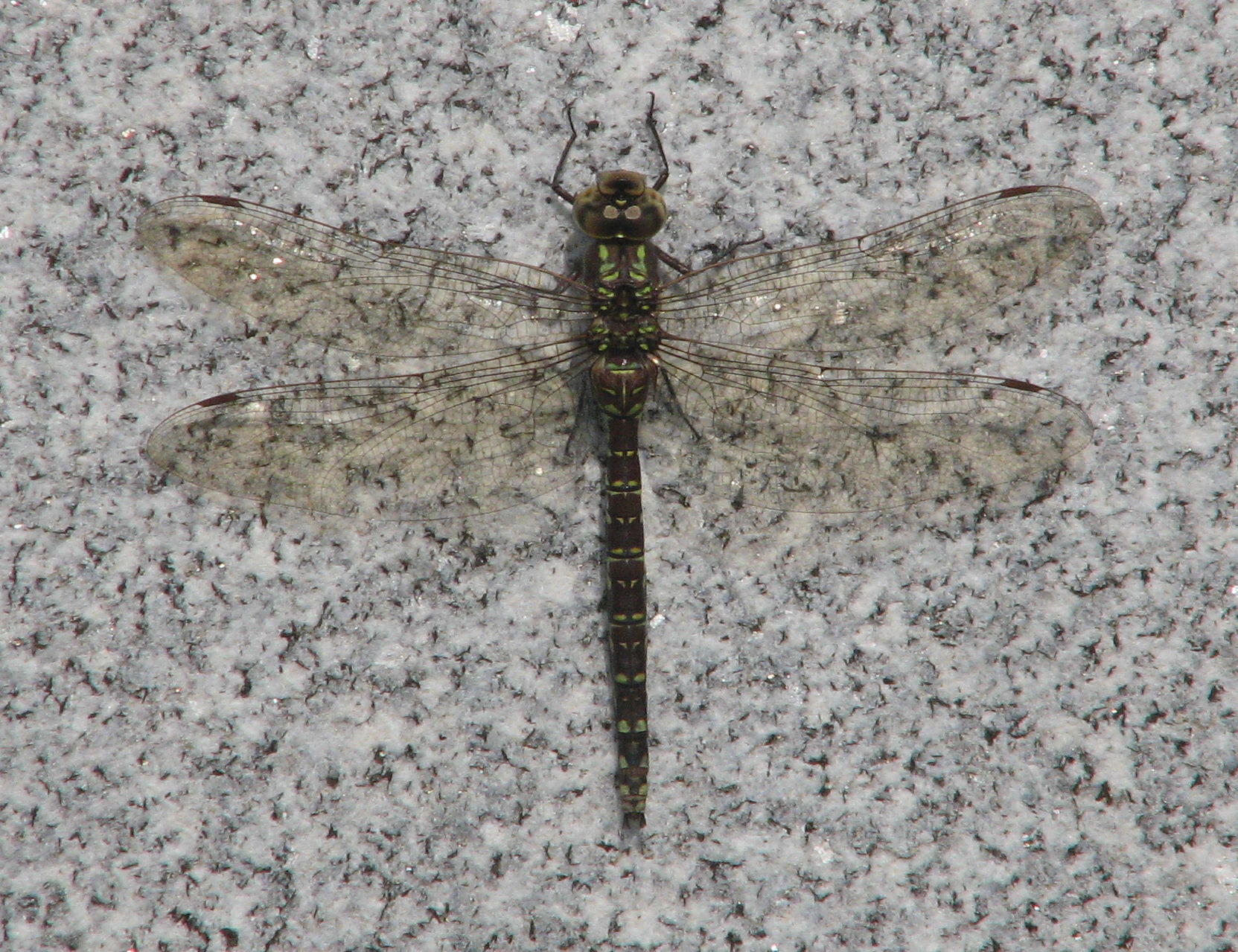
Aeshna verticalis

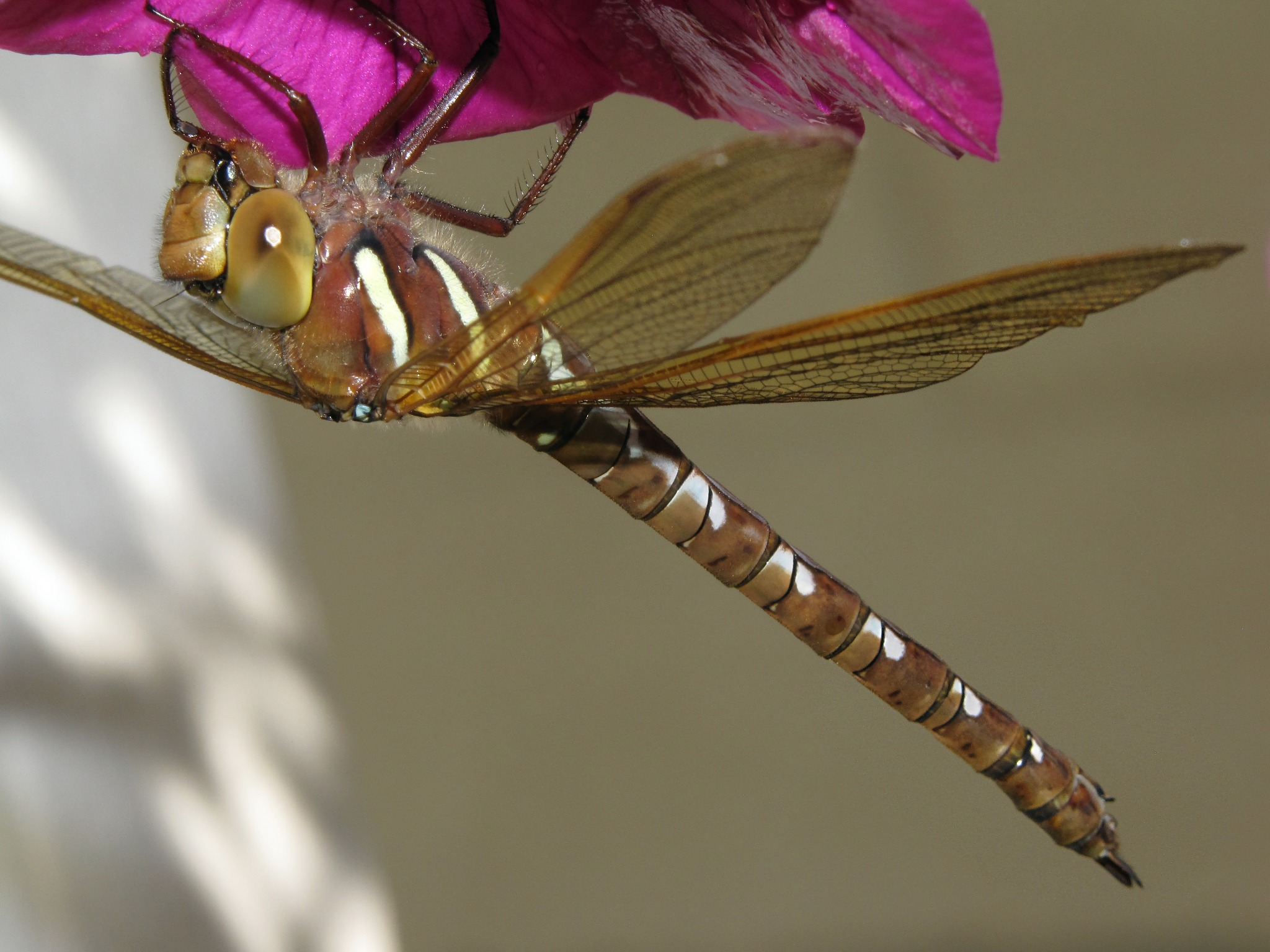
Żagnica wielka (Aeshna grandis) – samica

## Podział systematyczny
Do rodzaju należą następujące gatunki:

- Aeshna affinis Vander Linden, 1820
- Aeshna annulata Fabricius, 1798 – gatunek wątpliwy
- Aeshna athalia Needham, 1930
- Aeshna caerulea (Ström, 1783)
- Aeshna canadensis Walker, 1908
- Aeshna clepsydra Say, 1840
- Aeshna constricta Say, 1840
- Aeshna crenata Hagen, 1856
- Aeshna cyanea (Müller, 1764)
- Aeshna eremita Scudder, 1866
- Aeshna frontalis Navás, 1936
- Aeshna grandis (Linnaeus, 1758)
- Aeshna interrupta Walker, 1908
- Aeshna juncea (Linnaeus, 1758)
- Aeshna mixta Latreille, 1805
- Aeshna palmata Hagen, 1856
- Aeshna persephone Donnelly, 1961
- Aeshna petalura Martin, 1908
- Aeshna septentrionalis Burmeister, 1839
- Aeshna serrata Hagen, 1856
- Aeshna shennong Zhang & Cai, 2014
- Aeshna sitchensis Hagen, 1861
- Aeshna soneharai Asahina, 1988
- Aeshna subarctica Walker, 1908
- Aeshna tuberculifera Walker, 1908
- Aeshna umbrosa Walker, 1908
- Aeshna vercanica Schneider, Schneider, Schneider, Verstraete & Dumont, 2015
- Aeshna verticalis Hagen, 1861
- Aeshna viridis Eversmann, 1836
- Aeshna walkeri Kennedy, 1917
- Aeshna williamsoniana Calvert, 1905

## Gatunki występujące w Polsce
W Polsce występuje 8 gatunków zaliczanych do tego rodzaju, z czego 3 są pod ochroną.
- Aeshna affinis – żagnica południowa
- Aeshna caerulea – żagnica północna (pod ochroną ścisłą)
- Aeshna cyanea – żagnica sina
- Aeshna grandis – żagnica wielka
- Aeshna juncea – żagnica torfowa
- Aeshna mixta – żagnica jesienna
- Aeshna subarctica – żagnica torfowcowa (pod ochroną częściową)
- Aeshna viridis – żagnica zielona (pod ochroną ścisłą)

Zaliczana dawniej do tego rodzaju Aeshna isoceles (żagnica ruda) została w 2023 roku przeniesiona do własnego, monotypowego rodzaju i nosi nazwę Isoaeschna isoceles.